# Desterro Rugby Clube
Il Desterro Rugby Clube è una società di Rugby a 15 con sede nella città di Florianópolis, nello stato di Santa Catarina, Brasile. È stata fondata il giorno 20 giugno 1995, affiliata alla Confederação Brasileira de Rugby e alla Federação Catarinense de Rugby. Partecipa al Campionato brasiliano di rugby Super 10

## Palmarès
- Campionato brasiliano di rugby: 3

(1996, 2000, 2005)
- Campionato Catarinense di rugby: 4

2006, 2008, 2009, 2010